# Produce 101
Produce 101 (kor. 프로듀스 101) – seria południowokoreańskich programów rozrywkowych typu survival/reality show stworzona przez CJ E&M, których celem jest utworzenie grupy K-popowej. Format ten jest znany z tego, że nie ma zespołu jury, ale wykorzystuje udział publiczności w podejmowaniu decyzji, a także zaczynając od bardzo dużej liczby uczestników (101), zawęża tę liczbę do ostatecznej 11. Pierwszy program z serii miał swoją premierę w 2016 roku, a format został wykupiony także przez Chiny.
Po dochodzeniu w sprawie manipulacji głosowania przez Mnet, 14 listopada 2019 roku ujawniono, że producent Ahn Joon-young częściowo przyznał się do fałszowania głosów we wszystkich sezonach Produce 101.

## Format
Produce 101 to projekt na dużą skalę bez udziału jury, w którym to publiczność „produkuje” grupę muzyczną wybierając jej członków spośród uczestników – stażystów z różnych wytwórni, nazwę zespołu, a także debiutancki singel i koncepcję. Widzowie przejmują w ten sposób rolę „producentów krajowych” (kor. 국민 프로듀서 gungmin peurodyuseonim), a prowadzący pełni rolę ich reprezentanta (kor. 국민 프로듀서 대표님 gungmin peurodyuseo daepyonim). Wyniki są ustalane w 100% na podstawie głosów uzyskanych za pośrednictwem oficjalnej strony internetowej i aplikacji programu, a podczas ostatniego występu transmitowanego są na żywo, aktywowana jest możliwość głosowania przez SMS.
Podczas trwania programu uczestnicy są poddawani testom w pięciu misjach:
- Ocena poziomu (kor. 레벨평가 Rebel pyeongga): poziom indywidualnych zdolności wokalnych i tanecznych (A, B, C, D lub F) uzyskany podczas przesłuchania jest poddawany ponownej ocenie przez mentorów[13].
- Ocena „bitwa zespołów” (kor. 그룹 배틀 평가 Geurup baeteul pyeongga): wykonanie coveru piosenki znanej grupy służy do oceny pracy zespołowej[14].
- Ocena pozycji (kor. 포지션 평가 Pojisyeon pyeongga): podział według pozycji (wokal, rap i taniec), grupy miały opracować własną aranżację wokalu, rapu i choreografię istniejącej piosenki[15][16].
- Ocena koncepcji (kor. 콘셉트 평가 Konsepteu pyeongga): zawodnicy podzieleni na zespoły proszeni są o naukę nowych piosenek, z których każda reprezentuje inny styl/gatunek muzyki[17][18].
- Ocena debiutu (kor. 데뷔 평가 Debwi pyeongga): określa ostateczną klasyfikację i zwycięzców, którzy zadebiutują w grupie idoli – uczestnicy zostają podzieleni na dwie rywalizujące ze sobą grupy[19][20].

## Lokalne edycje

### Korea Południowa
W każdej edycji wzięło udział 101 uczestników, z wyjątkiem trzeciej, w której pojawiło się 96 osób.
| Nr | Tytuł                | Prowadzący    | Data emisji                   | Powstała grupa |
| -- | -------------------- | ------------- | ----------------------------- | -------------- |
| 1  | Produce 101          | Jang Keun-suk | 22 stycznia – 1 kwietnia 2016 | I.O.I          |
| 2  | Produce 101 Season 2 | BoA           | 7 kwietnia – 16 czerwca 2017  | Wanna One      |
| 3  | Produce 48           | Lee Seung-gi  | 15 czerwca – 31 sierpnia 2018 | IZ*ONE         |
| 4  | Produce X 101        | Lee Dong-wook | 3 maja 2019 – 19 lipca 2019   | X1             |

#### Produce 101
Pierwsza edycja Produce 101 była prowadzona przez Jang Keun-suka i emitowana w każdy piątek od 22 stycznia do 1 kwietnia 2016 roku (11 odcinków). Edycję wygrały: Jeon So-mi, Kim Se-jeong, Choi Yoo-jung, Kim Chung-ha, Kim So-hye, Zhou Jieqiong, Jung Chae-yeon, Kim Do-yeon, Kang Mi-na, Lim Na-young oraz Yu Yeun-jung.

#### Produce 101 Season 2
Druga edycja Produce 101 była prowadzona przez piosenkarkę BoA i emitowana w każdy piątek od 7 kwietnia do 16 czerwca 2017 roku (11 odcinków). Uczestnikami programu byli stażyści. Edycję wygrali: Kang Daniel, Park Ji-hoon, Lee Dae-hwi, Kim Jae-hwan, Ong Seong-woo, Park Woo-jin, Lai Kuan-lin, Yoon Ji-seong, Hwang Min-hyun, Bae Jin-young oraz Ha Sung-woon.

#### Produce 48
Trzecia edycja Produce 101 była prowadzona przez Lee Seung-gi i emitowana w każdy piątek od 15 czerwca do 31 sierpnia 2018 roku (12 odcinków). Program Produce 48 został oficjalnie zapowiedziany przez zwiastun podczas 2017 Mnet Asian Music Awards w Japonii. Był to projekt łączący system rywalizacji Produce 101 z udziałem widzów wybierających idolki do nowej grupy, z koncepcją „idolek, które możesz spotkać” zespołów AKB48 Group występującej we własnym teatrze. Uczestniczki Produce 48 pochodzą z Korei i Japonii. Edycję wygrały: Jang Won-young, Sakura Miyawaki, Jo Yu-ri, Choi Ye-na, Ahn Yu-jin, Nako Yabuki, Kwon Eun-bi, Kang Hye-won, Hitomi Honda, Kim Chae-won, Kim Min-ju oraz Lee Chae-yeon.

#### Produce X 101
Czwarta edycja Produce 101 była prowadzona przez Lee Dong-wooka i emitowana w każdy piątek od 3 maja do 19 lipca 2019 roku. Uczestnikami programu byli stażyści. Edycję wygrali: Kim Yo-han, Kim Woo-seok, Han Seung-woo, Song Hyung-jun, Cho Seung-youn, Son Dong-pyo, Lee Han-gyul, Nam Do-hyun, Cha Jun-ho, Kang Min-hee, Lee Eun-sang.

### Chiny
- Produce 101 z uczestniczkami; premiera 21 kwietnia 2018
- Produce Camp 2019 z uczestnikami; premiera 6 kwietnia 2019.
- Produce Camp 2020 z uczestniczkami; premiera 2 maja 2020.
- Produce Camp 2021 z uczestnikami; premiera 17 lutego 2021.
- Produce Camp 2022 z uczestniczkami; premiera 1 kwartał 2022.

### Japonia
- Produce 101 Japan – z uczestnikami; program w koprodukcji CJ ENM i Yoshimoto Kogyo; premiera 26 września 2019.
- Produce 101 Japan Season 2– z uczestnikami; premiera 8 kwietnia 2021.